# Washington Rodríguez
Washington Rodríguez Medina (Montevideo, 6 de abril de 1944 - ibídem, 31 de diciembre de 2014), más conocido como «Cuerito», fue un boxeador uruguayo.

## Biografía
En 1962 ganó una medalla de bronce en la categoría peso gallo de los Juegos Latinoamericanos.
Participó en los Juegos Olímpicos de Tokio 1964, en los que fue galardonado con una medalla de bronce en la categoría de 51 kg a 54 kg.
El 17 de enero de 1965 hizo su debut profesional, a la edad de 21 años, retirándose en 1969, con un récord de cinco victorias (cuatro de ellas por nocaut) y una derrota. Desde entonces trabajó para el Banco República de Uruguay.